# Антонюк Роман Сергійович
Рома́н Сергі́йович Антоню́к (1981—2022) — український військовослужбовець, старший солдат ОЗСП «АЗОВ» Національної гвардії України, учасник російсько-української війни, який відзначився і загинув під час відбиття російського вторгнення в Україну, оборонець Маріуполя та «Азовсталі». Кавалер ордена «За мужність» ІІІ ступеня (посмертно).

## Життєпис
Роман народився і прожив усе життя в місті Києві.
Навчався у НТТУ «Київський політехнічний інститут імені Ігоря Сікорського» за фахом інженера промислової електроніки. Захоплювався страйкболом, активним відпочинком, любив читати. Працював у різних сферах, але справжнє призначення знайшов саме у військовій службі.
З 2015 року воював за Україну у складі «Азова», який згодом став частиною Національної гвардії України. Брав участь в АТО/ООС.
Під час повномасштабного вторгнення обіймав посаду старшого стрільця. З 24 лютого 2022-го разом із побратимами боронив Маріуполь.
Загинув 8 травня 2022 року на території заводу «Азовсталь». Залишилися батьки, дружина, донька та син.

## Нагороди
За час служби військовий був нагороджений відзнакою Президента України «За участь в антитерористичній операції», почесною відзнакою «За оборону Маріуполя» та посмертно — орденом «За мужність» ІІІ ступеня.